# Associazione Calcio Dalmazia
L'Associazione Calcio Dalmazia fu una squadra di calcio di Zara.

## Storia dell'Associazione Calcio Dalmazia

### Origini del calcio a Zara
La prima società calcistica a Zara, l'Associazione Zaratina di Ginnastica, nacque nel 1876 come società ginnastica. Negli anni '10 Zara organizzò il campionato di calcio della Dalmazia, dopo aver chiesto alla Pro Vercelli il regolamento del gioco del calcio, campionato nel quale le società zaratine, tra cui la Società Ginnastica, ottengono ottimi risultati. Ottenute le regole ufficiali, la Ginnastica di Zara , in collaborazione con l'amministrazione comunale di Zara organizzò, per la fine del 1911, il I Campionato Regionale Dalmata. A partecipare a questo storico torneo furono solamente la “Società Ginnastica e Scherma” di Zara e la “Forza e Coraggio” di Ragusa. A vincere furono gli ospiti per 3- 1. I Dioclezianei così, oltre alla Coppa in palio, ricevettero anche l'onore di organizzare la seconda edizione del torneo. Ma poco dopo le autorità austroungariche sciolsero, per sospetto irredentismo, la “Forza e Coraggio,” che però venne ricostituita con il nome di “Unione Sportiva di Ragusa”.
Nonostante i molti problemi, nell'aprile 1912 si riuscì, comunque, a disputare la seconda edizione della competizione alla quale parteciparono ben due squadre di Zara: la Società dei Bersaglieri di Borgo Erizzo e la Ginnastica. La divisa dei Bersaglieri era composta da una maglia nera con calzoncini bianchi. La divisa della Ginnastica era composta dalla tradizionale maglia bianca e da calzoncini neri. Al torneo prese parte pure la Società Ginnastica e Scherma di Spalato. Alla fine del torneo non si ebbe un vincitore e gli organizzatori decisero che la coppa restava a Zara, ma il vincitore sarebbe stato deciso da una partita di spareggio tra i Bersaglieri e la Ginnastica zaratina. A spuntarla alla fine fu la società di Borgo Erizzo.
Nel 1913 si disputò la terza edizione e di nuovo la Società di Ginnastica di Zara perse la finale. Alla vigilia del primo conflitto mondiale, nel 1914, venne disputato un torneo al quale presero parte delle compagini di Spalato, Zara e della Società sportiva Edera di Trieste. Ma, di quest'ultimo torneo, non si hanno notizie di risultati, giocatori e vincitori.
Nel 1918, con la fine della guerra, il calcio di nuovo riprese vigore e le partite divennero sempre più frequenti. La Ginnastica fu di nuovo la squadra da battere, ma con il passare del tempo, si pensò in città di fondare un nuovo ed importante sodalizio. Così nel 1919 nacque il club “Pro Jadera” e fu riorganizzato l'ormai tradizionale Campionato regionale dalmata. Organizzato dall'ultimo vincitore, la Società di Ginnastica e Scherma di Spalato, vi presero parte pure una squadra di Sebenico e due di Zara: la nuova Pro Jadera e la gloriosa Ginnastica. Quest'ultima alla fine prevalse e fece tornare la coppa a Zara. Nel 1920 la Pro Jadera cambiò nome in Unione Sportiva Jadera che insieme alla Ginnastica si affiliò alla Federazione Italiana Giuoco Calcio.
Infatti nel 1919 nasce ufficialmente una nuova società zaratina, la Pro Jadera: quest'ultima partecipa insieme alla Società Ginnastica all'edizione 1919 del campionato della Dalmazia, in cui la spunta per l'ennesima volta la Società Ginnastica Zaratina.

### Affiliazione alla FIGC e i primi campionati
Nel 1920 Jadera e Ginnastica si affiliarono alla FIGC, a seguito dell'unione di Zara al Regno d'Italia.
La Società Ginnastica Zara debuttò nel 1926 nel campionato di Seconda Divisione Sud (l'attuale Serie C) giocando nel girone A (marchigiano-umbro) per via della vicinanza tra le Marche e la Dalmazia. Arrivò quarta ma decise di rinunciare all'iscrizione al successivo campionato di Seconda Divisione Sud.

### Finalista nazionale nella Prima Categoria ULIC
Dopo due anni di inattività, nel 1930 lo Zara si affiliò alla U.L.I.C., dopo che si decise di indire un torneo provinciale giovanile U.L.I.C., la cui vincente si sarebbe qualificata alla fase nazionale. Nel 1930-31 la squadra di Zara, essendo nella parte inferiore del tabellone delle finali U.L.I.C., era accoppiata con le squadre meridionali.
La S.G. Zara vinse senza difficoltà il campionato provinciale contro altre tre squadre di Zara qualificandosi alle semifinali interregionali dove fu inserita nel terzo girone insieme a squadre dell'Italia centrale. Lo Zara riuscì a eliminare il Matelica (campione delle Marche), sconfitto 7-0 a Zara mentre nelle Marche la partita finì in parità, e il Civitavecchia, sconfitto per 4-0 proprio a Civitavecchia mentre la gara di ritorno a Zara non si disputò. Avendo vinto in questo modo il girone di semifinale, si qualificò alla Finale centro-sud contro i siciliani dell'Agrigento: all'andata lo Zara si impose per 1-0 addirittura ad Agrigento, ma nella gara di ritorno a Zara, contro ogni pronostico, gli agrigentini riuscirono a ribaltare il risultato, pareggiando la serie. Fu quindi necessario uno spareggio in campo neutro, disputato a Foligno, in cui lo Zara si impose con uno spettacolare 8-4, laureandosi quindi campione centro-sud e qualificandosi alla finale del torneo contro i campioni del Nord.
Superato ogni ostacolo, perse la finale nazionale contro la Pro Calcio di Modena; la gara di andata si disputò a Zara il 12 luglio 1931 e all'87' lo Zara stava vincendo 2-1 quando l'arbitro concesse un rigore alla Pro Calcio: il rigore fu parato dal portiere zaratino e il pubblico dello Zara invase il campo per complimentarsi con il proprio portiere; l'arbitro interpretò tale gesto come invasione in campo e sospese la partita, che non riprese più nonostante i tentativi di spiegazioni degli Zaratini, che volevano solo complimentarsi con il portiere per il rigore parato; l'ULIC assegnò la vittoria a tavolino per 3-0 alla Pro Calcio per l'invasione di campo; nel ritorno a Modena il Pro Calcio si impose facilmente per 3-0 grazie a due espulsioni che ridussero lo Zara in 9 e al fatto che due giocatori importanti dello Zara furono costretti a saltare l'incontro per malattia.

### In Seconda e Prima Divisione Marchigiana
Nel 1932 la squadra cambia denominazione in "Associazione Calcio Dalmazia".
Negli anni '30 è l'unica squadra dalmata a partecipare ai campionati marchigiani di Seconda e Prima Divisione, sfiorando la promozione in Serie C nel campionato 1939-40. In quella stagione, tuttavia, per cause contingenti di guerra, la squadra fu costretta al ritiro dopo 20 giornate mentre era in testa alla classifica. Fu l'ultima stagione della società nel campionato italiano, in quanto al termine della seconda guerra mondiale Zara venne ceduta alla Jugoslavia.
Nella primavera 1945 la società italiana si scioglie. Il suo posto a Zara (diventata Zadar) viene preso dalla croata Nogometni Klub Zadar, che non si considera erede e/o continuatrice della squadra italiana

## Rievocazione
Nel settembre 2011 si è tenuta a Roma, allo stadio Flaminio, una rievocazione dell'A.C. Dalmazia. Si sono incontrate le tre più importanti squadre istriane e dalmate dell'epoca italiana ossia la Unione Sportiva Fiumana di Fiume, il Grion di Pola e la A.C. Dalmazia di Zara.
L'evento, denominato Triangolare del Ricordo è stato organizzato dall'Associazione Nazionale Venezia Giulia e Dalmazia, con il patrocinio di varie regioni italiane, Senato, Camera e Presidenza della Repubblica.
Le squadre erano composte da nipoti, figli e parenti degli esuli italiani provenienti da Fiume, Pola, Zara e in generale da tutti quei territori un tempo italiani. I giocatori erano ragazzi provenienti da tutte le regioni d'Italia, ma anche dall'Argentina, Australia, Stati Uniti, Sudafrica e Canada. La vittoria, per la cronaca, è andata alla Fiumana.